# Clossiana rusalka
Clossiana rusalka är en fjärilsart som beskrevs av Hans Fruhstorfer 1909. Clossiana rusalka ingår i släktet Clossiana och familjen praktfjärilar. Inga underarter finns listade i Catalogue of Life.